# Pamela Abalu
Pamela Abalu (sinh năm 1978) là một doanh nhân và nhà lãnh đạo thiết kế người Mỹ gốc Nigeria. Cô là người đồng sáng lập Công ty Tình yêu và Phép thuật, một studio khởi nghiệp và đồng thời là cựu Kiến trúc sư trưởng tại MetLife, một doanh nghiệp toàn cầu với hơn 1.500 bất động sản tại gần 50 quốc gia, có 57.000 nhân viên. Abalu được ghi nhận với việc thay đổi văn hóa làm việc toàn cầu của MetLife thông qua việc cung cấp các không gian lấy con người làm trung tâm.

## Những năm đầu và giáo dục
Abalu sinh ra ở Lagos, Nigeria và trải qua thời thơ ấu ở Kano, Bắc Nigeria trước khi theo học trường nội trú dành cho nữ từ năm 10 tuổi. Cha cô làm việc với Liên Hợp Quốc về kinh tế nông nghiệp và đã giới thiệu cô đến toàn thế giới, chuyển cô đến các địa phương khác nhau trên khắp thế giới. Cô tốt nghiệp Cử nhân Kiến trúc tại Đại học bang Iowa, tọa lạc tại Ames, Iowa.

## Nghề nghiệp
Abalu đã thực tập chuyên ngành kiến trúc đầu tiên sau năm thứ nhất đại học tại công ty Perkins Eastman ở New York. Cô đã làm việc với nhiều thương hiệu hàng đầu, bao gồm Bloomberg LP, L'Oréal và Goldman Sachs. Cô trở thành Kiến trúc sư trưởng tại MetLife ở tuổi 33, giám sát khoản đầu tư vốn 1 tỷ đô la. Cô là đồng sáng lập của Công ty Tình yêu và Phép thuật cùng với người bạn đời Chinedu Echeruo.

## Giải thưởng
- 2016 - Danh hiệu 40 Dưới 40 của Crain [12][13]